# The Tomb of the Cybermen
The Tomb of the Cybermen (La tumba de los Cybermen) es el primer serial de la quinta temporada de la serie británica de ciencia ficción Doctor Who, emitida originalmente en cuatro episodios semanales del 2 al 23 de septiembre de 1967. Se trata del serial más antiguo de Patrick Troughton como el Segundo Doctor que se conserva íntegramente. Le acompañan Frazer Hines y Deborah Watling como los acompañantes Jamie McCrimmon y Victoria Waterfield y aparecen los villanos recurrentes conocidos como Cybermen, así como la presentación del Controlador Cyberman y los Cybermats.

## Argumento
En el planeta Telos, una expedición arqueológica descubre una entrada oculta en la ladera de una montaña. Mientras uno de los miembros intenta abrir las puertas, se electrocuta ante los ojos de los otros miembros. Momentos después, la TARDIS aterriza cerca y la expedición se encuentra con el Doctor, Jamie y Victoria. Parry, el líder de la expedición, explica que están aquí para encontrar los restos de los Ciberhombres, que aparentemente se extinguieron cinco siglos antes. La expedición es financiada por Kaftan, que está acompañado por su criado Toberman y su colega Klieg. Decidiendo acompañarlos, el Doctor ayuda a abrir las puertas y, mientras él, Parry y Klieg se quedan para abrir la escotilla que conduce a las tumbas, los demás exploran el edificio.
Victoria, Kaftan y Viner, la asistente de Parry, descubren una cámara con una pared similar a un sarcófago que se enfrenta a un dispositivo de proyección que aparentemente se utilizó para revitalizar a los Ciberhombres. Después de que Victoria queda encerrada, el Doctor es llamado para ayudarla a escapar, aunque sospecha que Kaftan tiene la culpa. Mientras tanto, Jamie y Haydon, otro miembro de la expedición, experimentan con el panel de control en otra habitación. Después de activar una determinada combinación, un Cyberman emerge y un arma dispara, matando a Haydon. El Doctor investiga y deduce que la habitación es un rango de prueba para armas; el Cyberman es un maniquí para ser usado para tales propósitos. Con dos miembros muertos, Parry decide suspender la expedición, pero el capitán Hopper le informa que alguien ha saboteado el cohete, lo que significa que se quedan varados hasta que se completen las reparaciones. Klieg finalmente abre la escotilla y el equipo desciende, dejando atrás a Kaftan y Victoria.
Debajo, el grupo encuentra una gran cámara debajo con una estructura de varios pisos, que contiene un pequeño ejército de Ciberhombres congelados. De vuelta en la sala de control, Kaftan dropea a Victoria y cierra la escotilla. Usando los controles en la habitación, Klieg revive a los Cybermen y traiciona al grupo, matando a Viner cuando intenta detener el proceso. A medida que los Cybermen emergen, Klieg revela que él y Kaftan pertenecen a la Hermandad de los Lógicos, un culto que posee gran inteligencia pero no poder físico. Él cree que los Cybermen estarán agradecidos por su avivamiento y se aliarán con la Hermandad para conquistar el universo. Después de que se despiertan, los Ciberhombres reviven a su líder, el Cibercontrolador, y toman al grupo como prisioneros. El Doctor se da cuenta de que las tumbas son en realidad una trampa elaborada, con los Ciberhombres manteniéndose congelados hasta que fueron revividos y reconstruir su fuerza de invasión para conquistar la Tierra.
Cuando Victoria se despierta, se enfrenta a Kaftan, que la sostiene a punta de pistola para evitar que interfiera. Sin embargo, ella es atacada y dejada inconsciente por un Cybermat, que Victoria destruye. Recuperando a Hopper y al copiloto Callum, que se han quedado para reparar el cohete, abren la escotilla para montar un rescate, usando granadas de humo para distraer a los Ciberhombres. Aunque son capaces de rescatar a la mayoría del grupo, Toberman es capturado y llevado a convertirse. Desarmando y colocando a Klieg y Kaftan en la sala de pruebas de armas mientras esperan que se repare el cohete, el grupo es atacado por un enjambre de Cybermats, que el Doctor incapacita con las corrientes eléctricas. Habiendo logrado reparar una ciber-pistola en el maniquí, los Lógicos regresan y abren la escotilla, creyendo que aún pueden forjar su alianza con los Ciberhombres.
Con sus niveles de energía bajando, los Ciberhombres regresan a sus tumbas mientras el Cibercontrolador y un Toberman parcialmente convertido se encuentran con el grupo. Al llevarlo a la cámara de revitalización, el Doctor intenta sabotear el proceso, solo para que el Controlador escape y encienda el grupo. Después de que asesina a Kaftan, Toberman se libera del condicionamiento de los Ciberhombres y aparentemente lo desactiva. Mientras él, el Doctor y Jamie vuelven a congelar las tumbas una vez más, Klieg, incapaz de aceptar a los Ciberhombres, no forjará su alianza, intentará detenerlos, solo para ser asesinado por un Ciberhombre restante. Después de que Toberman lo destruye, el Doctor activa las tumbas, esperando que los Ciberhombres permanezcan allí para siempre.
El Doctor vuelve a sellar las tumbas y establece medidas de contador para garantizar que los Ciberhombres no revivan de nuevo. Después de restablecer las defensas, descubre que el Controlador sigue funcionando y huye, trabajando con los supervivientes para cerrarlo en las tumbas. Mientras los demás luchan por hacerlo y mantienen al Controlador dentro, Toberman se sacrifica para cerrar las puertas, completar el circuito y electrocutar tanto a él como al Controlador. Con el cohete reparado, la expedición se va, el Doctor y sus acompañantes les dicen adiós. Cuando vuelven a la TARDIS, Jamie se pregunta si han visto al último de los Ciberhombres, algo que el Doctor duda. Cuando se van, no logran detectar un Cybermat superviviente, que se acerca al cuerpo de Toberman.

### Continuidad
El Doctor regresará a Telos en el serial del Sexto Doctor Attack of the Cybermen, donde también conocerá a los Cryons, los habitantes originales del planeta.
La historia contiene una rara referencia a la familia del Doctor. Cuando Victoria duda de que él pueda recordar a su familia por "ser tan anciano", el Doctor dice que puede hacerlo cuando realmente quiere, y que "el resto del tiempo duermen en mi mente", porque tiene "tantas otras cosas en que pensar y que recordar". El Doctor menciona también aquí que tiene en torno a 450 años.
El intérprete del Undécimo Doctor, Matt Smith, ha declarado que fue viendo este serial como se inspiró su propio vestuario como el Doctor.

## Producción
| Episodio          | Fecha de emisión         | Duración | Espectadores en millones | Estado en el archivo |
| ----------------- | ------------------------ | -------- | ------------------------ | -------------------- |
| Episodio 1        | 2 de septiembre de 1967  | 23:58    | 6,0                      | Película de 16mm     |
| Episodio 2        | 9 de septiembre de 1967  | 24:44    | 6,4                      | Película de 16mm     |
| Episodio 3        | 16 de septiembre de 1967 | 24:14    | 7,2                      | Película de 16mm     |
| Episodio 4        | 23 de septiembre de 1967 | 23:22    | 7,4                      | Película de 16mm     |
| [ 3 ] [ 4 ] [ 5 ] |                          |          |                          |                      |

### Escritura
A Peter Bryant, que anteriormente había sido asistente de Gerry Davis y acababa de ser ascendido a editor de guiones en la historia anterior, se le permitió producir este serial para probar que podría suceder a Innes Lloyd como productor más tarde en la temporada. El propio asistente de Bryan, Victor Pemberton, hizo de editor de guiones en este serial, pero dejó la serie tras concluir la producción del mismo, decidiento que no quería trabajar en ese cargo. Cuando se produjo ese ascenso de Bryan a productor, Derrick Sherwin se convirtió en editor de guiones.
Entre los títulos provisionales de la historia se incluyen The Ice Tombs of Telos (Las tumbas heladas de Telos) y The Cybermen Planet (El planeta Cybermen).
Originalmente, se suponía que Toberman iba a ser sordo, de ahí su falta casi total de diálogos, y el aumento de su oído revelaría su transformación en Cyberman.

### Grabación
Los cybermats eran controlados de distintas formas, algunos por cables, otros dándoles cuerda, otros por radiocontrol, y algunos simplemente empujándolos en la escena. La escena de los Cybermen saliendo de su tumba se rodó completamente en una sola toma.

## Publicaciones en VHS, DVD y CD
Cuando se auditó como es debido el archivo de la BBC, este serial fue uno de los muchos que se creyó habían desaparecido (ya constaba como desaparecido en las listas desde principios de 1976). Se estaba preparando un lanzamiento en casete a principios de 1992 con narración de Jon Pertwee. Entonces a finales de 1991, se devolvieron a los archivos copias de los cuatro episodios desde Asia Television, en Hong Kong. En mayo de 1992, se publicó en VHS con mucha emoción de los fanes y con una introducción especial del director Morris Barry. El VHS copó las listas de ventas por todo el país, siendo el único episodio original de Doctor Who de la serie clásica que lideró las listas británicas de ventas.
Con la recuperación de las filmaciones, la publicación del audio se retrasó hasta 1993, cuando las obligaciones contractuales obligaron a su lanzamiento.
El DVD se publicó en Reino Unido el 13 de enero de 2002. Una edición especial, con nuevos extras y la historia entera tratada con el proceso VidFIRE, se publicó en el Reino Unido el 13 de febrero de 2012.
El 1 de mayo de 2006, los audios se publicaron en un doble CD con narración y una entrevista especial de Frazer Hines. Fue la primera historia que se publicó en audio una historia existente con el mismo formato que las historias perdidas.